# Hinoki-Scheinzypresse

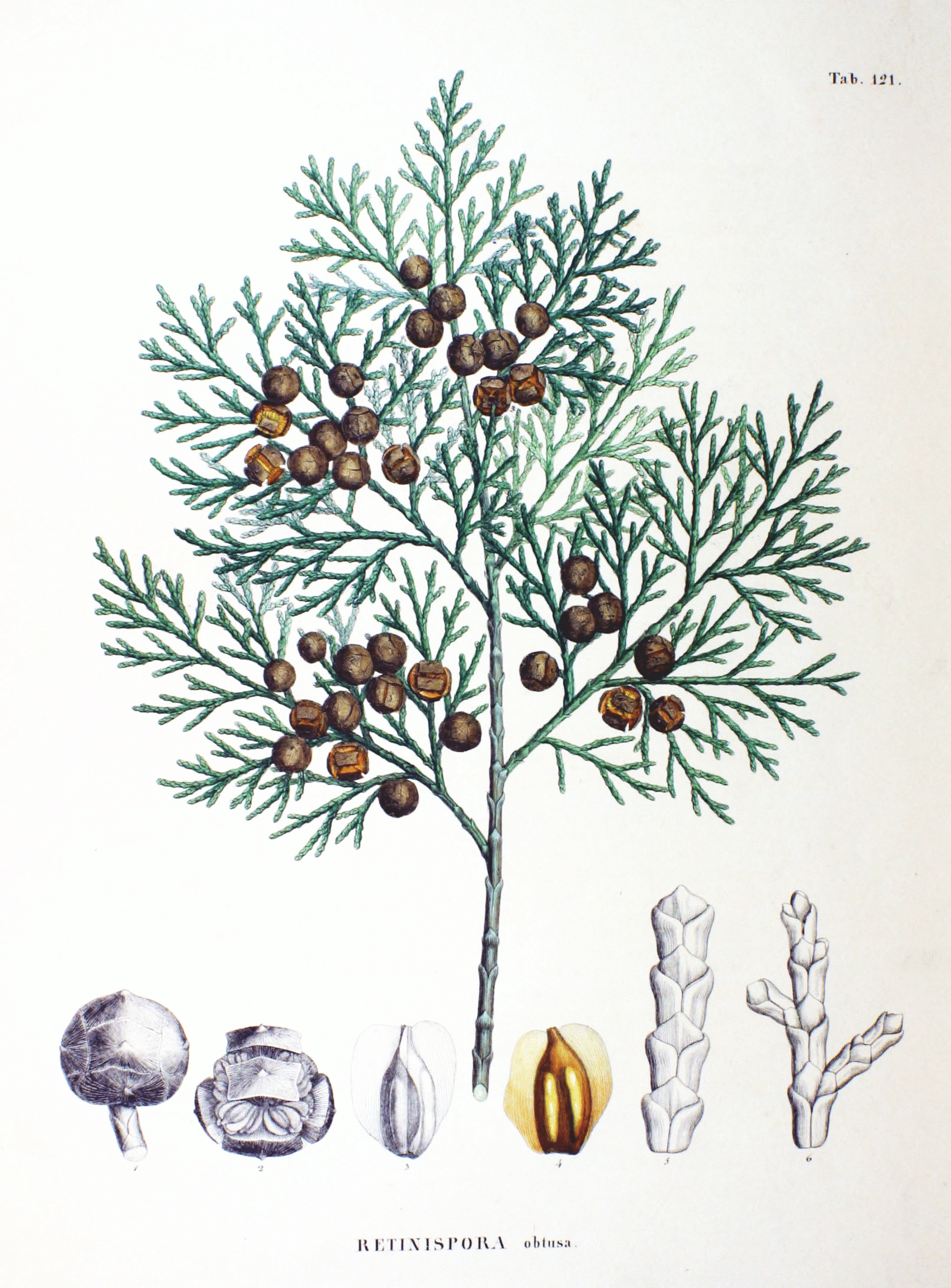
Hinoki-Scheinzypresse (Chamaecyparis obtusa), Illustration

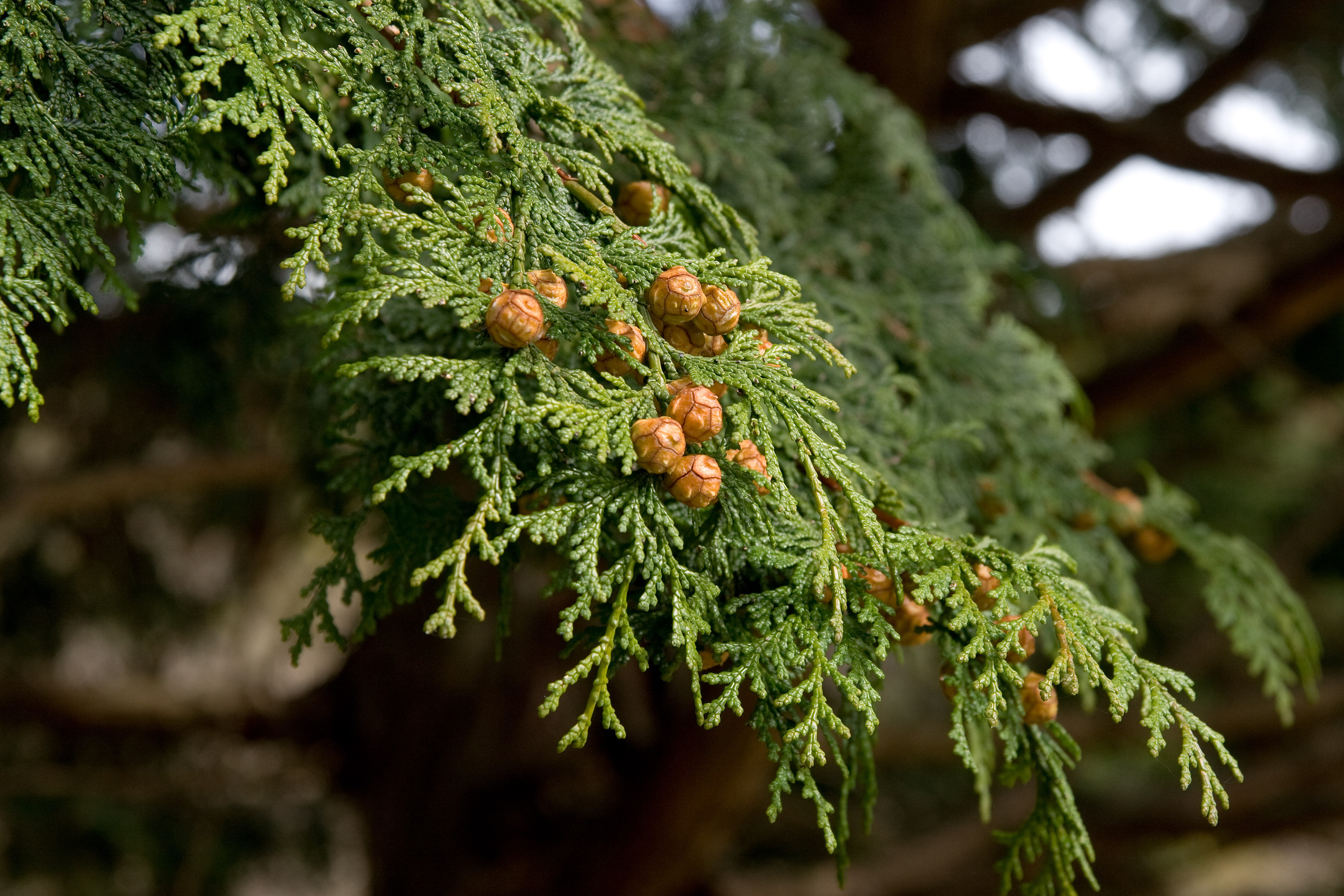
Hinoki-Scheinzypresse (Chamaecyparis obtusa) mit Zapfen

Die Hinoki-Scheinzypresse (Chamaecyparis obtusa), auch Hinoky-Scheinzypresse oder  Muschel-Zypresse sowie Sonnenbaum und Hinoki, Kinoki genannt, ist eine Pflanzenart aus der Familie der Zypressengewächse (Cupressaceae).
Die Hinoki-Scheinzypresse ist einer der „Fünf Bäume von Kiso“, die 1708 im Lehen Owari unter Naturschutz gestellt wurden.

## Beschreibung
Die Hinoki-Scheinzypresse ist ein immergrüner Baum, der Wuchshöhen von 35 bis zu 40 Metern und einen Stammdurchmesser von 1,2 bis zu 3 Metern erreicht. Auffällig sind ihre gezeichneten, dunkelgrünen Blätter und der breit säulenförmige Wuchs. Bei freistehenden Bäumen reichen die weit ausladenden Zweige bis zum Boden herab. Die Borke ist rötlich-braun. Die schuppenförmigen Blätter sind dicht an die Zweige gepresst.
Die Hinoki-Scheinzypresse ist einhäusig (monözisch). Die reifen Zapfen sind kugelig mit einem Durchmesser von 8 bis 12 Millimetern und besitzen acht bis zehn Samenschuppen. Die geflügelten Samen sind etwa 3 Millimeter lang.
In Japan sind ihre Pollen, die im April/Mai auftreten, der häufigste Verursacher von Heuschnupfen.
Die Chromosomenzahl beträgt für beide Varietäten 2n = 22.

## Nutzung
In Japan gehört diese Scheinzypressen-Art zu den auch forstwirtschaftlich geschätzten Baumarten. In Europa ist die Hinoki-Scheinzypresse als reine Art nur sehr selten in botanischen Gärten zu finden. Es finden sich zahlreiche Kultursorten, die sich durch niedrigeren Wuchs und/oder eine andere Blattfärbung auszeichnen.
Aus dem Holz und den Blättern wird in Japan das ätherische Hinokiöl gewonnen.

### Forstwirtschaftliche Nutzung
Hinoki-Scheinzypressen werden in Japan, dort Hinoki (jap. 檜, 桧) genannt, als Edelholz angebaut. Das Holz wird für den Bau von Palästen, Tempeln und Schreinen sowie für die traditionellen Nō-Theater verwendet. Außerdem ist es ein beliebtes Material zur Herstellung von Tischtennisschlägern. Das Holz duftet nach Zitrone und ist von heller Farbe.

## Systematik und Verbreitung
Die deutschen Botaniker Philipp Franz von Siebold und Joseph Gerhard Zuccarini veröffentlichten 1844 eine Beschreibung unter dem Taxon Retinispora obtusa im zweiten Band ihres gemeinsamen Werkes Flora japonica. Der österreichische Botaniker Stephan Ladislaus Endlicher bezog sich 1847 auf dieses Basionym, ordnete die Art jedoch unter dem heute gültigen Taxon Chamaecyparis obtusa der Gattung der Scheinzypressen zu.
Weitere Synonyme für die Art sind Chamaecyparis breviramea Maxim. und Cupressus obtusa K. Koch.
Es gibt zwei Varietäten:
- Chamaecyparis obtusa var. formosana (Hayata) Rehder (Syn.: C. obtusa forma formosana Hayata, C. taiwanensis Masamune & Suzuki): Die Zapfen sind mit 7 bis 9 Millimetern Größe kleiner als beim Typ. Die Heimat dieser Varietät ist Taiwan.
- Chamaecyparis obtusa var. obtusa: Die Heimat dieser Varietät ist Japan.

## Zuchtformen
Hier eine Auswahl der kultivierten Zuchtformen:
- ‚Crippsii‘: Eine breit pyramidenförmig wachsende Form mit goldgelber Belaubung, die etwa 3 bis 4,5 Meter hoch wird.
- ‚Tetragona‘: Eine schmal wachsende Form, die etwa 4 Meter hoch wird und blaugrüne Belaubung aufweist.
- ‚Tetragona Aurea‘: Diese Form ist der ‚Tetragona‘ ähnlich, besitzt jedoch goldgelbe Blätter.

Kleine bis zwergige Formen sind:
- ‚Flabelliformis‘: Ein Zwergform mit hellgrünen Blättern, die nur 15 Zentimeter hoch wird.
- ‚Kosteri‘: Mit apfelgrünen Blättern.
- ‚Minima‘: Eine langsam wüchsige, grün belaubte Zwergform, die nach 20 Jahren erst etwa 10 Zentimeter Höhe erreicht.
- ‚Nana‘: Diese Form wird etwa 1 Meter hoch mit einer breiten Wuchsform. Die Blätter sind matt und dunkelgrün.
- ‚Nana Gracilis‘: Diese Form wächst breit kegelförmig mit gedrehten Zweigen und wird 30 bis 60 Zentimeter hoch. Die Blätter sind hell- bis dunkelgrün.
- ‚Nana Aurea‘: Eine Zwergform mit goldgelben Blättern, die im Winter bronzefarben werden.
- ‚Pygmaea‘: Eine breitwüchsige Zwergform, braunbronzene Blätter mit graubrauner Rinde
- ‚Spiralis‘: Eine Form mit aufrechtem Wuchs.
- ‚Tempelhof‘: Diese etwa 2,5 Meter hoch wachsende Form hat grünliche Blätter, die im Winter bronzefarben werden können.
- ‚Verdon‘: Eine langsam wüchsige, gelbgrüne Form.